# إيبوليت تين
إيبوليت أدولف تين (بالفرنسية: Hippolyte Taine)‏ (1828 - 1893 م) هو فيلسوف ومؤرخ وناقد أدبي وفني فرنسي.

## روابط خارجية
- إيبوليت تين على موقع الموسوعة البريطانية (الإنجليزية)
- إيبوليت تين على موقع إن إن دي بي (الإنجليزية)
- إيبوليت تين على موقع ديسكوغز (الإنجليزية)